# Мето Јовановски
Методи Мето Јовановски (Панчарево, 17. јануар 1946 — Скопље, 16. новембар 2023) био је југословенски и македонски позоришни, телевизијски и филмски глумац.

## Биографија
Методи Мето Јовановски је рођен 17. јануара 1946. године у Панчареву, ФНРЈ (тадашња општина Берово). Отац му је био Александар Санде, а мајка Јана Јанинка. Имао је браћу Атанаса и Јована и сестру Љубу Љубицу. Основну школу и гимназију завршио је у Делчеву. Након завршене гимназије радио је у Народном позоришту у Штипу. Два пута је слао упит позоришној академији у Београду да ли може да конкурише за упис, али није био добио одговор. Дипломирао је на Позоришној академији у Софији 1970. године, као последња генерација професора Бојана Дановског (Бука Данона). Исте године када дипломира, враћа се у СФРЈ, где се запошљава у Драмском позоришту у Скопљу, где је играо 40 година. Радио је и као гост у позориштима у Куманову, Велесу, Струмици, Сплиту, Сарајеву, Подгорици. Осим што се бавио глумом, бавио се и позоришном режијом, а такође је био и професор на глумачкој академији.
Године 1984. упознао је у Сплиту будућу супругу Љиљу, која је била родом из Вараждина, са којом је био у браку до 1993. године и са којом је стекао две ћерке. Бивша супруга и ћерка су се одселиле у Вараждин.
Његова глумачка каријера почела је и пре завршетка студија, на сцени Народног позоришта у Штипу. Од тада, за кратко време истакао се као један од водећих драмских уметника у Социјалистичкој Републици Македонији, као и на простору целе СФРЈ. Добитник је бројних награда за улоге у филмовима и позоришним представама, као и великим бројем државних награда и признања.
Прву филмску улогу остварио је 1971. године, када је добио улогу у филму Македонски део пакла, где је глумио партизана. Најзначајније улоге играо је у филмовима Пре кише, Кад сване дан и у филму Тетовирање, као и у ТВ серији Село гори, а баба се чешља где је био у улози Димчета.
Био је почасни члан Црногорског народног позоришта од 2001. године, где је играо у преставама Малограђани (2001) и Урнебесна трагедија (2014).
Преминуо је 16. новембра 2023. године, а сахрањен је у Алеји великана у Скопљу.

## Филмографија
| Год.       | Назив                           | Улога                 |
| ---------- | ------------------------------- | --------------------- |
| 1970-е     |                                 |                       |
| 1971.      | Македонски део пакла            | партизан              |
| 1973.      | Уклети смо, Ирина               | Дамјан                |
| 1973.      | Смилевскиот конгрес             | Тодор Попхристов      |
| 1973.      | Кукла                           |                       |
| 1975.      | Илинка                          |                       |
| 1976.      | Најдужи пут                     | Коста                 |
| 1977.      | Итар Пејо (серија)              | Кадијата              |
| 1977.      | Пресуда                         | Ђорче                 |
| 1977.      | Најдужи пут (серија)            | Коста                 |
| 1977.      | Саслушање на железници          | Дано                  |
| 1977.      | Нели ти реков                   |                       |
| 1978.      | Белиот сид                      |                       |
| 1979.      | Курирот на Гоце Делчев (серија) | Јонче                 |
| 1980-е     |                                 |                       |
| 1980.      | Време, воде                     | Дудуле                |
| 1980.      | Учителот                        |                       |
| 1980.      | Оловна бригада                  | Петре                 |
| 1981.      | Црвени коњ                      | Вани Урумов           |
| 1981.      | Доротеј                         | Димитрије             |
| 1982.      | Илиндан (серија)                | Чавче                 |
| 1982.      | Венеријанска раја (тв филм)     | професор              |
| 1982.      | Поноћно сунце                   |                       |
| 1982.      | Настојање                       | Хамо                  |
| 1982.      | Змајеви на ветру                |                       |
| 1982.      | Тумба, тумба дивина             |                       |
| 1982.      | Јахачи ветра                    |                       |
| 1983.      | Црвени коњ (серија)             |                       |
| 1984.      | Memed My Hawk                   |                       |
| 1984.      | Опасни траг                     | Нафијев брат          |
| 1984.      | Не рекох ли ти                  |                       |
| 1984.      | Комедијанти (серија)            | љубавник              |
| 1984.      | Кратак састанак                 |                       |
| 1984.      | Дивљач                          | Симон                 |
| 1985.      | Грб позади                      |                       |
| 1985.      | Трговац из Солуна               | Муса                  |
| 1986.      | Срећна нова ’49.                | Драгослав Ковачевски  |
| 1986.      | Сунце на длану (серија)         |                       |
| 1987.      |                                 | професор филозофије   |
| 1987.      | Резервисти                      |                       |
| 1987.      | На путу за Катангу              | Јанко                 |
| 1987.      | Хај-Фај                         |                       |
| 1988.      | За сада без доброг наслова      | редитељ               |
| 1988.      | Кућа поред пруге                | Божо Муња             |
| 1989—1993  | Еурека                          |                       |
| 1990-е     |                                 |                       |
| 1990.      | Трст виа Скопје (серија)        | Штуц                  |
| 1990.      | Станица обичних возова          | Неми                  |
| 1991.      | Опстанак (серија)               | Усамљеник (Осамениот) |
| 1991.      | Тетовирање                      | Илко                  |
| 1992.      | Одлазак од Паскавелија          | Орсе                  |
| 1992.      | Јевреји долазе                  | Јова Бургер           |
| 1993.      | Македонска сага                 | хоџа                  |
| 1994.      | Пре кише                        | др. Сашо              |
| 1994       | Прекалени                       |                       |
| 1995.      | Анђели на отпаду                | Анастасије            |
| 1996.      | Нечиста крв                     | Агим                  |
| 1997.      | Фелкис                          |                       |
| 1997       | Добродошли у Сарајево           |                       |
| 1998       | Вујко Вања                      | Вања                  |
| 1998.      | Стршљен                         | Авдија                |
| 1998.      | Ливада                          | доктор                |
| 2000-е     |                                 |                       |
| 2000       | Је ли јасно пријатељу           |                       |
| 2001       | Прашина                         | професор              |
| 2002       | Зона Замфирова                  |                       |
| 2004.      | Велика вода                     | Никодиновски          |
| 2006.      | Жеђ Косова                      | стари Србин           |
| 2006.      | Тајна књига                     | отац Андреј           |
| 2009.      | Нормални                        | судија                |
| 2009.      | Село гори... и тако             | Димче                 |
| 2010-е     |                                 |                       |
| 2010.      | Мисија Лондон                   | македонски амбасадор  |
| 2010.      | Као рани мраз                   | Видрин отац           |
| 2010.      | Крај света                      |                       |
| 2010.      | Остављени                       | Гаго                  |
| 2010.      | Бели, бели свет                 | Црни                  |
| 2010       | Шесто чуло                      | Владимир              |
| 2008—2016. | Село гори, а баба се чешља      | Димче Зафрхановски    |
| 2010       | Мајке                           |                       |
| 2012.      | Кад сване дан                   | Митар                 |
| 2012.      | Треће полувреме                 | Раби                  |
| 2013.      | Чефурји раус!                   | Боле                  |
| 2014.      | Пресуда                         | доктор                |
| 2014.      | Деца сунца                      | Крал                  |
| 2014.      | Index Zero                      | стари човек           |
| 2014       | Кум                             | Монах                 |
| 2014       | До балчака                      |                       |
| 2015.      | Енклава                         | Милутин Арсић         |
| 2016.      | Златна петорка                  |                       |
| 2016       | Ослобођење Скопља               |                       |
| 2017.      | Последња црквена звона          |                       |
| 2017—2018. | Немањићи — рађање краљевине     | Манојло I Комнин      |
| 2018.      | Ругање Исусу                    | Лазар                 |
| 2020.-те   |                                 |                       |
| 2021—2022  | Црна свадба                     | поп                   |
| 2022.      | Државни службеник               |                       |
| 2022—2023  | Бистра вода                     | професор              |
| 2023.      | Божићна јелка ТВ-филм           | деда                  |
| 2023.      | Бранилац ТВ-серија              | Енри Аслани           |
| 2023.      | Црвени песник ТВ-серија         | свештеник             |
| 2024.      | Руски конзул ТВ-филм            | Отац Пајсије          |
| 2025.      | Павиљон ТВ-филм                 |                       |

## Награде
- Пет пута је проглашаван глумцем године од часописа Екран.
- Седам пута је награђиван на Позоришним играма Војдан Чернодрински у Прилепу.
- Четири пута био добитник награде Милтон Манаки.
- Награда града Скопља 13. новембар.
- Републичка награда 11. октобар за појединачно глумачко остварење 1980. године.
- Републичка награда 11. октобар за дугогодишњи рад и остварења.
- Државна награда Републике Македоније Климент Охридски.
- Златни венац на фестивалу за мале и експерименталне сцене у Сарајеву, два пута за улоге у представама Еригон и Карамазови.
- Златна маска од новина Вечер за улогу Порфирија у представи Злочин и казна на Охридском лету.
- Две Гранд-при награде на Фестивалу глумачких остварења у Нишу за филмове Срећна нова '49. и Тетовирање.
- Награда за најбољу споредну епизодну мушку улогу у филму Црвени коњ на Фестивалу глумачких остварења у Нишу.
- Златна значка на Филмском фестивалу у Врњачкој бањи.
- Златна клапа у Београду, за допринос филмској уметности.
- Награда за најбољу споредну улогу на Међународном фестивалу експериментално позоришта у Ријеци за улогу Бесемјонова у представи Малограђани, извођену на Црногорском народном позоришту (2002).
- Награда за најбољу споредну улогу у представи Наопак комшилук на међународном позоришном фестивалу Марулићеви дани, у Сплиту 2008. године.
- Награда почасног члана Црногорског народног позоришта (2015).[6]
- Награда на позоришном фестивалу Ристо Шишков, за најбоље глумачком остварење у представи Коза, или ко је Силвија, 2008. године.[8]
- Награда Петре Прличко (2010)
- Награда Војдан Чернодрински (2015)
- Гранд при Међународног фестивала глумаца у Никшићу за улогу у представи Урнебесна трагедија (2015)[6]
- Награда Златни платан за изузетан допринос евро-медитеранском филму, Фестивал медитеранског и европског филма у Требињу (2018)[9]
- Награда Омаж (2019)
- Награда Киненова за допринос филмској уметности (2021)
- Награда на фестивалу Измир (Турција) "Златни кишобран" (2022)
- Награда на фестивалу Јоаким Фест за претставу My name is Goran Stefanovski (2022)